# Landflygtige Monarker
Landflygtige Monarker (originaltitel Confessions of a Queen) er en amerikansk stumfilm fra 1925 instrueret af Victor Sjöström.

## Medvirkende
- Alice Terry som Frederika
- Lewis Stone
- John Bowers som Alexei
- Eugénie Besserer som Eleanora
- Helena D'Algy som Sephora
- Frankie Darro som Zara
- Joseph J. Dowling
- George Beranger som Lewin